# Bianca Debaets
Pour les articles homonymes, voir Debaets.
Bianca Debaets, née le 6 février 1973 à Eeklo, est une femme politique belge flamande, membre du CD&V.  Elle est secrétaire d'État bruxelloise à la Coopération au développement, à la Sécurité routière, à l'Informatique régionale et communale et à la Transition numérique, à l'Égalité des Chances et au Bien-être animal au sein du Gouvernement Vervoort II, de 2014 à 2019.
Elle est traductrice d'entreprise.

## Carrière politique
- 2007-2012 : Conseillère communale à Ixelles
- 2009-2014 : Députée au Parlement de la Région de Bruxelles-Capitale
- 2014-2019 : Députée néerlandophone élue en Région de Bruxelles-Capitale (empêchée)
- 3 juillet 2014-20 juillet 2014 : Sénatrice de communauté
- 2014-2019 : Secrétaire d'État bruxelloise à la Coopération au développement, à la Sécurité routière, à l'Informatique régionale et communale et à la Transition numérique, à l'Égalité des Chances et au Bien-être animal
- 2019-2024 : députée bruxelloise
- 03/12/2012-2024 : Conseillère communale à Ixelles
- Depuis le 25 juillet 2024 : Sénatrice cooptée[1]